# Avenida Balboa

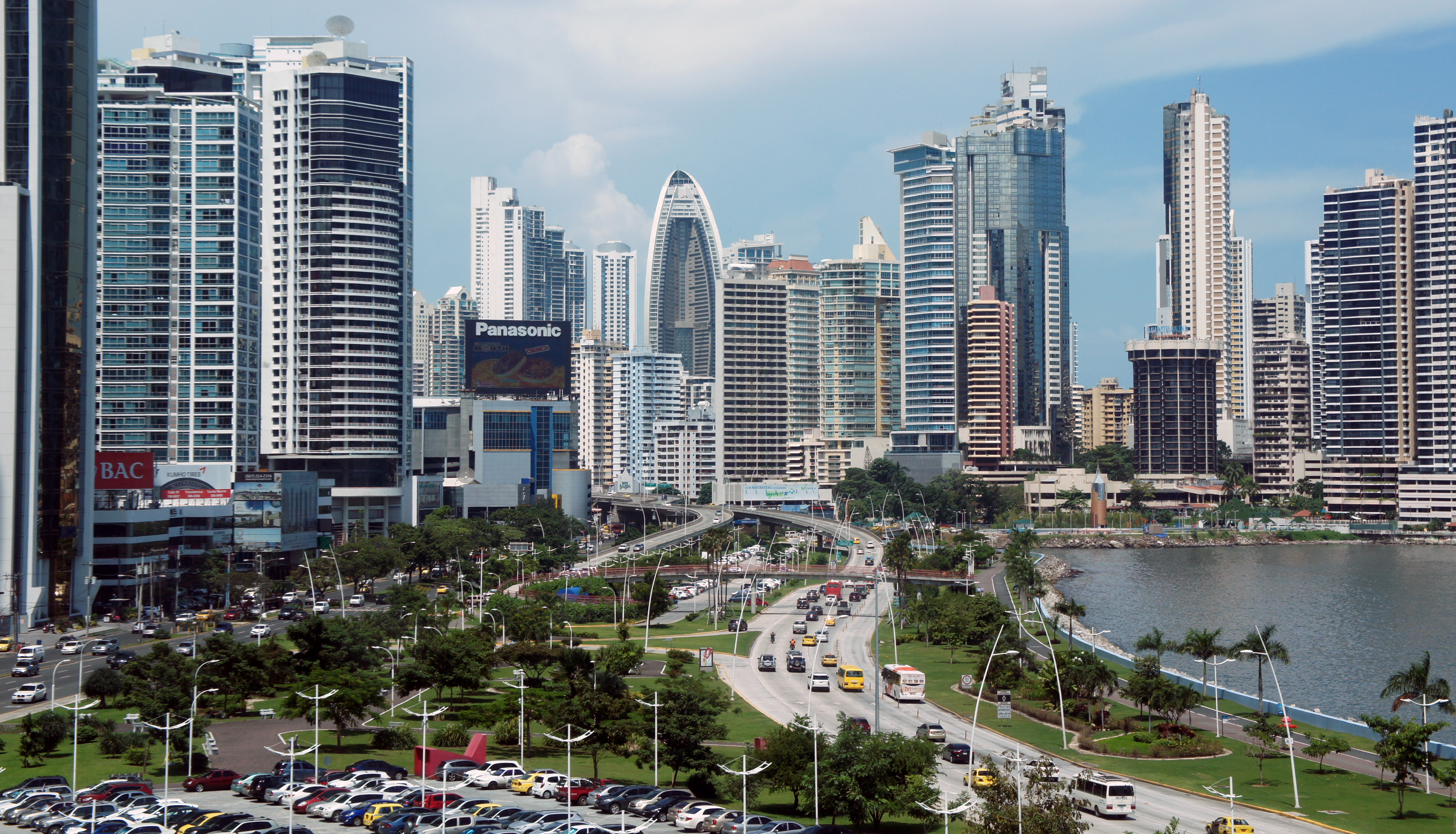
Avenida Balboa y Cinta Costeira.

A Avenida Balboa é a avenida mais moderna e larga da Cidade do Panamá. Além disso, é o quilômetro viário mais caro do mundo. Conta com seis pistas viárias, um canteiro central e dois largos calçadões. É de aproximadamente 3.5 km de extensão. Esta avenida conta com acesso ao oceano Pacífico pelo que é um dos maiores pontos de interesse para o desenvolvimento imobiliário.
A Avenida em parte é, além disso, um dos principais centros financeiros da cidade. A Avenida Balboa se conecta mediante o Túnel das Escravas ao Corredor Sul, e mediante a Ponte de Paitilla à Via Israel. A Avenida Balboa, corre paralela a Baía do Panamá, por ela transitam cerca de 75.000 veículos diários.
Esta avenida se comercializa entre $3.000 e $4.000 por metro quadrado. E isto, a converte na via mais cara da cidade capital e do país. Esta avenida alterou totalmente sua imagem a finais do 2009, com a construção da Cinta Costeira. Esta avenida conta com espaço social e de entretenimento familiar, ao longo da mesma.

## Imagens

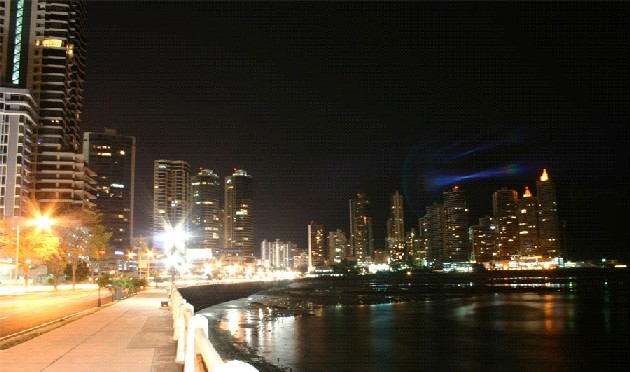
Antigo calçadão na Avenida Balboa.
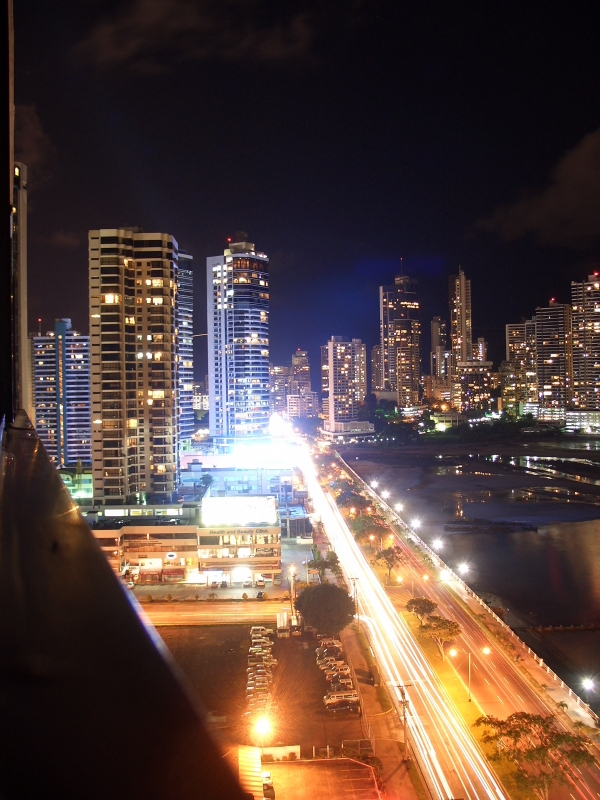
Antiga vista da Avenida Balboa de noite.

### Ruas e Avenidas
- Avenida Central
- Calle 50
- Cinta Costeira
- Corredor Sul
- Via Ricardo J. Alfaro
- Corredor Norte

### Localidades
- Bella Vista
- Cidade do Panamá

### Edifícios
- Arranha-céus da Cidade do Panamá